# José María Carambia
José María Carambia (Las Heras, 10 de marzo de 1984) es un político y abogado argentino, que se desempeña como Senador Nacional por la provincia de Santa Cruz, electo por el partido Somos Energía para Renovar Santa Cruz desde diciembre de 2023. Previamente se había desempeñado como Intendente de Las Heras, cargo que ocupó entre 2015 y 2019, cuando fue reelecto para un nuevo período que finalizó en 2023.

## Biografía
Carambia cursó sus estudios primarios y secundarios en el Instituto Austral de Comodoro Rivadavia, provincia del Chubut. Posteriormente se recibió de Abogado en la Universidad Argentina de la Empresa, inicialmente especializado en derecho laboral, comenzó sus primeros pasos en la política como empleado municipal en la ciudad de Las Heras.
Fue el fundador del partido político Moveré, por el cual fue electo Intendente de la ciudad de Las Heras, por primera vez en 2015 y reelecto en 2019. Se trata de un partido político vecinal peronista, que posteriormente para las elecciones a gobernador de Santa Cruz se integró en una alianza con Somos Energía para Renovar Santa Cruz. Mientras se desempañaba como intendente, y ante la alegada imposibilidad de aumentar los sueldos de los empleados municipales, decidió obsequiarles corderos patagónicos. En aquel tiempo, distante del partido Propuesta Republicana —del que alguna vez fue aliado—, reclamaba al presidente Mauricio Macri el cese de despidos en el sector petrolífero de su ciudad.
En las elecciones provinciales de Santa Cruz de 2023 se postuló como candidato a gobernador por el partido Somos Energía para Renovar Santa Cruz; sin embargo, en virtud de la ley de lemas vigente en la provincia, el espacio consagró como ganador a Claudio Vidal. Pese a todo, en aquel año fue electo Senador Nacional por aquel espacio. Su hermano Antonio Carambia, quien se había desempeñado previamente como diputado nacional, lo sucedió en el cargo como Intendente de Las Heras.
Carambia es reconocido por sus medidas llamativas destinadas a captar la atención mediática. Apenas asumido como senador en diciembre de 2023, en protesta por no habérsele asignado un despacho, decidió instalar su oficina en pasillo del Congreso de la Nación.